# Emil Młynarski: Violin Concertos
Emil Młynarski: Violin Concertos – album skrzypka Piotra Pławnera i Orkiestry Filharmonii Łódzkiej im. Artura Rubinsteina pod dyrekcją Pawła Przytockiego z wykonaniem dwóch koncertów skrzypcowych (I Koncert skrzypcowy d-moll op. 11 oraz II Koncert skrzypcowy D-dur op. 16) skomponowanych przez Emila Młynarskiego. Płytę 9 grudnia 2019 wydała oficyna DUX Recording Producers (nr kat. DUX 1606). Nagroda Fryderyk 2020 w kategorii Album Roku Muzyka Koncertująca.

## Lista utworów
| Emil Młynarski – 2019 | Emil Młynarski – 2019                                                                   | Emil Młynarski – 2019 |
| Nr                    | Tytuł utworu                                                                            | Długość               |
| --------------------- | --------------------------------------------------------------------------------------- | --------------------- |
| 1.                    | „Allegro moderato” (I Koncert skrzypcowy d-moll op. 11)                                 | 11:49                 |
| 2.                    | „Adagio” (I Koncert skrzypcowy d-moll op. 11)                                           | 6:57                  |
| 3.                    | „Allegro” (I Koncert skrzypcowy d-moll op. 11)                                          | 8:10                  |
| 4.                    | „Allegro moderato” (II Koncert skrzypcowy D-dur op. 16)                                 | 11:27                 |
| 5.                    | „“Quasi notturno” sur un theme populaire. Andante” (II Koncert skrzypcowy D-dur op. 16) | 6:33                  |
| 6.                    | „Finale. Allegro vivace” (II Koncert skrzypcowy D-dur op. 16)                           | 8:57                  |
|                       |                                                                                         | 53:53                 |